# Gilles Dauvé
Gilles Dauvé (pseudônimo Jean Barrot; nascido em 1947) é um teórico político, professor e tradutor francês de ultraesquerda, associado ao desenvolvimento da teoria da comunização.

## Atividades
Em colaboração com outros comunistas de esquerda, como François Martin e Karl Nesic, Dauvé tentou fundir, criticar e desenvolver diferentes correntes comunistas de esquerda, mais notavelmente o movimento italiano associado a Amadeo Bordiga (e seu jornal Invariance ), o conselhismo germano-holandês, e as perspectivas francesas associadas ao Socialisme ou Barbarie e à Internacional Situacionista. Ele se concentrou em discussões teóricas de questões econômicas relativas ao controverso fracasso da Segunda Internacional, do marxismo (incluindo tanto a social-democracia quanto o comunismo leninista ), o levante revolucionário global da década de 1960 e sua subsequente dissolução, e nos desenvolvimentos na acumulação capitalista global e na luta de classes.
Dauvé também participou da revista La Banquise, que editou com Karl Nesic e outros de 1983 a 1986. Este procurou desenvolver o novo programa comunista sugerido no Le Mouvement Comunista através de uma avaliação crítica da política radical pós-1968, incluindo experiências situacionistas e autonomistas. Também desenvolveu a teoria da subsunção real da sociedade ao capital.
Mais recentemente, Dauvé, juntamente com Nesic e outros, publicou o jornal irregular Troploin, apresentando artigos sobre o colapso dos regimes de acumulação leninistas e keynesianos e a transição para a expansão neoliberal "globalizada", os conflitos no Oriente Médio, o 11 de Setembro, e a retórica e a lógica da Guerra ao Terrorismo.

## Trabalhos
- Jean Barrot, Le Mouvement communiste , Champ Livre, 1972.
- Jean Barrot, Communisme et question russe , La Tête de feuilles, 1972.
- Jean Barrot, La Gauche communiste en Allemagne, 1918-1921 , Payot, 1976.
- Jean Barrot, Bilan, Contre-révolution en Espagne 1936-1939 , Paris, UGE 18/10, 1979.( téléchargeable cf. liens externes)
- Coletivo, Libertaires et « ultra-gauche » contre le négationnisme  préf. Gilles Perrault, doente. Tony Johannot, contribuições de Pierre Rabcor, François-Georges Lavacquerie, Serge Quadruppani, Gilles Dauvé, em anexo : Les Ennemis de nos ennemis ne sont pas forcément nos amis (maio de 1992), Paris, Réflex, 1996.
- Gilles Dauvé, Banlieue molle , Edições HB, 1997
- Gilles Dauvé, Quand meurent les Insurrections , ADEL, 1999
- Denis Authier, Gilles Dauvé, Ni parlement, ni syndicats: Les conseils ouvriers! , Les Nuits vermelhos, 2003
- Gilles Dauvé, Karl Nesic, Au-delà de la démocratie , L'Harmattan, 2009